# E. Remington and Sons
E. Remington and Sons (1816–1896) era una empresa fabricante de armas de fuego y máquinas de escribir. Fue fundada en 1816 por Eliphalet Remington en Ilion, Nueva York, y se hizo famosa por fabricar, el 1 de mayo de 1872, la primera máquina de escribir comercial.

## Historia

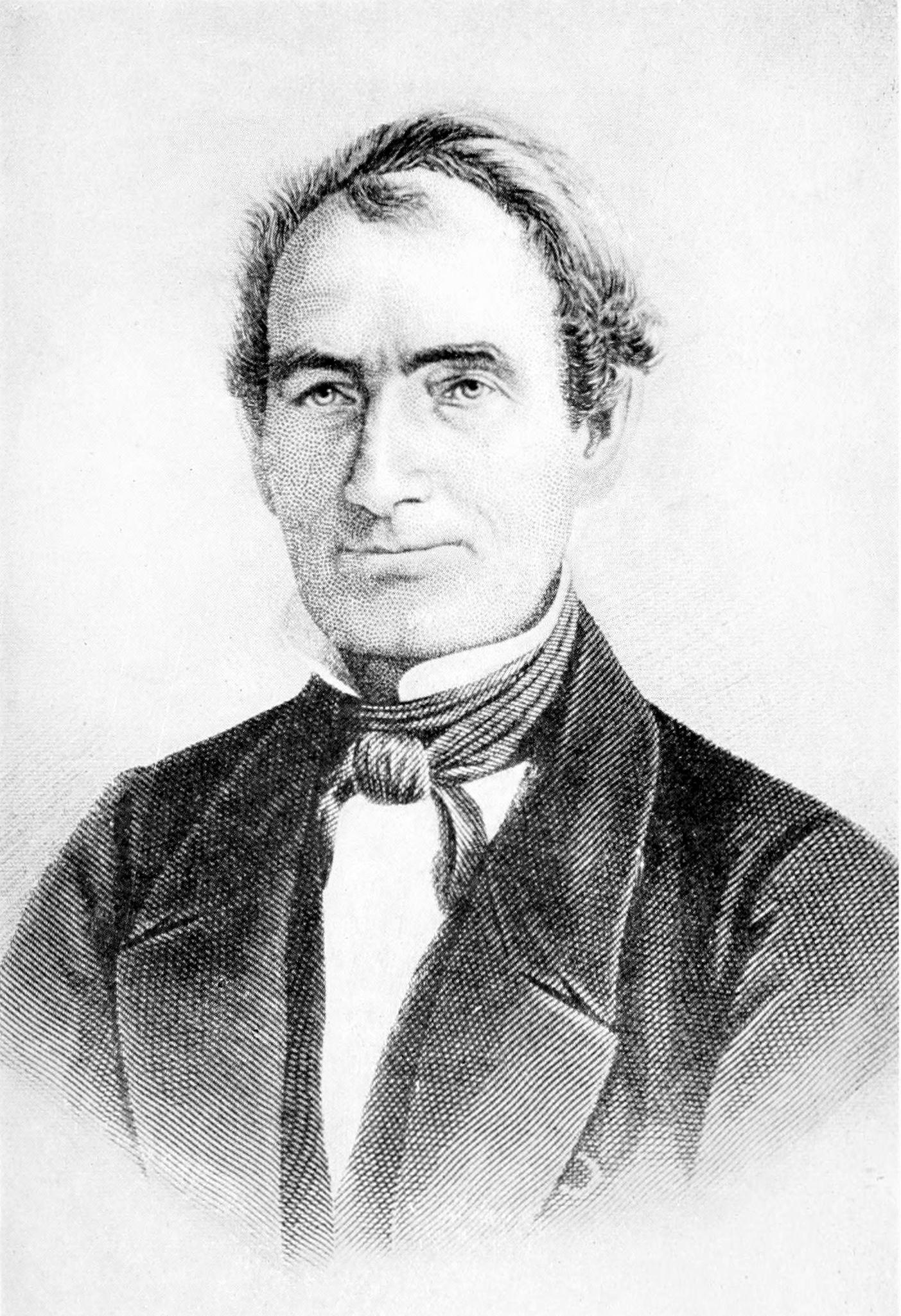
Eliphalet Remington

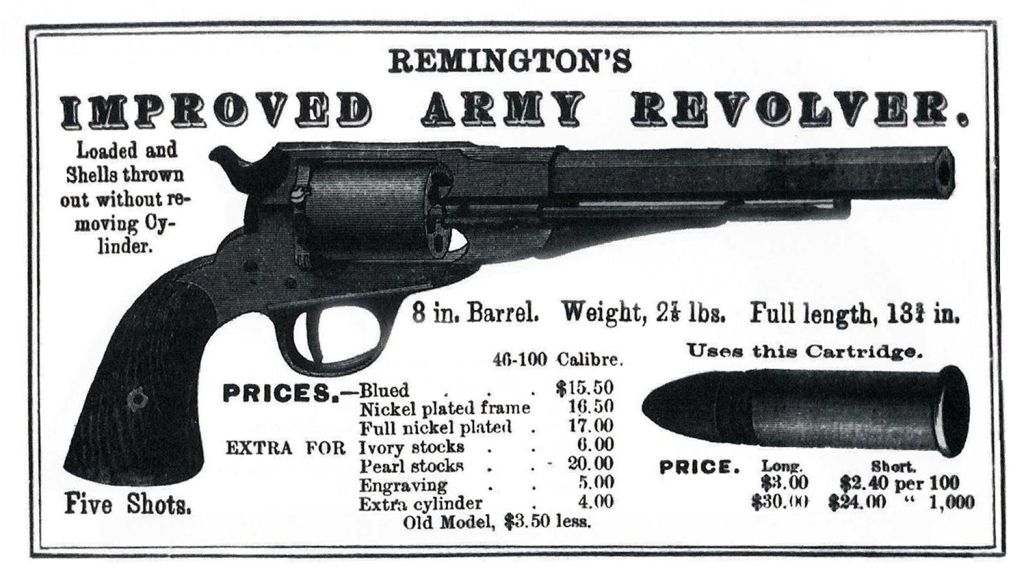
Remington .46 exhibición de Conversión

### El cañón de rifle
Hay dos versiones de la historia de origen del primer cañón de rifle Remington. La primera sostiene que un aún joven Remington quiso adquirir un rifle y al carecer de dinero para comprar uno hizo el suyo propio. La otra señala que él fabricó un cañón de hierro forjado para ver si podía hacer un rifle mejor que los que se podían adquirir. Ambas versiones señalan que llevó el cañón a una armería para que se añada a un rifle.
Eliphalet II forjó su primer rifle de barril siendo un joven herrero en 1816 y con él obtuvo el segundo lugar en un torneo local de tiro. A pesar de no haber ganando el torneo, continuó fabricando barriles para satisfacer la creciente demanda de armas en el Valle del río Mohawk. Con la conclusión del Canal de Erie que conectó Búfalo con Albany, el comercio a través del río Mohawk se expandió extraordinariamente al igual que la demanda para rifles de barril.
Para satisfacer la nueva demanda, en 1828 los Remington mudaron su forja desde su ubicación rural a un terreno de 100 acres (0.4 km²) que adquirieron a la vera del el canal y lindante con el río Mohawk cerca a una ciudad llamada entonces Morgan's Landing (hoy Ilion). La mudanza coincidió con la muerte del viejo Eliphalet con lo que Eliphalet II tomo control del negocio.

### "E. Remington & Sons"
En 1839 Eliphalet se asoció a su hijo mayor, Philo Remington (así generando el nombre comercial "E. Remington & Son"), y en 1845 se les unió su segundo hijo, Samuel, con lo que el nombre varió a "E. Remington & Hijos". El tercer hijo de Remington, Eliphalet III, más tarde se uniría también a la compañía. Durante este periodo, los Remington se especializaron casi exclusivamente en la fabricación de rifles de barril. Estos rifles, marcados con el REMINGTON "distintivo", estuvo reconocido para su calidad y precio razonable. Muchos, si no la mayoría de las armerías independientes en el valle compraron barriles de Remington y personalizaron los rifles al gusto de sus clientes. Cuando la demanda aumentó, los Remington añadieron otras partes a su inventario, primero las cerraduras de percusión hechas en Birmingham, Inglaterra pero marcado con su sello "REMINGTON", y luego conjuntos de mobiliario de pistola incluyendo guardias de gatillo, platos de culata, y cajas de remiendo. Después de 1846, la actividad de la compañía se basó en la producción de revólveres.
En 1848, la compañía adquirió la maquinaria para fabricar pistolas de Ames Manufacturing Company de Chicopee, Massachusetts, y tomó sobre un contrato con la Armada de los Estados Unidos para suministrarle carabinas de percusión Jenks. Remington suministró a la Armada con su primer rifle de retrocarga. Remington suministró rifles al Ejército de EE. UU. en la Intervención estadounidense en México (1846 a 1848). Poco después, Remington tomó sobre un contrato para entregar 5,000 rifles de percusión modelo Mississippi 1841. Basado en el éxito de cumplir con estas órdenes, hubo más contratos en los años de 1850s.
En 1856 el negocio se expandió e incluyó la fabricación de implementos agrícolas. A la muerte de Eliphalet en 1861, su hijo, Philo, tomó control de la empresa durante la Guerra Civil, y diversificó la línea de productos para incluir máquinas de coser (fabricadas de 1870 a 1894) y máquinas de escribir (1873) las que fueron exhibidas en la Exposición Universal de Filadelfia en 1876.

### Máquina de escribir Remington

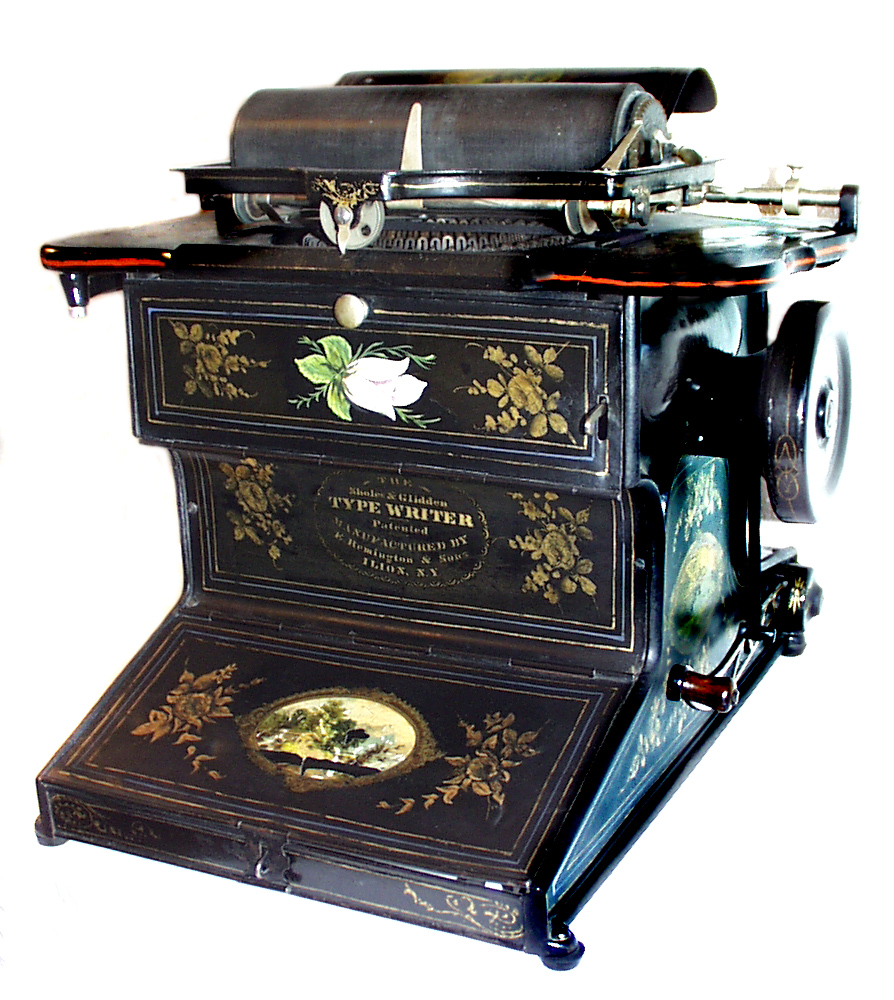
Máquina de escribir Sholes y Glidden, 1876

El 23 de junio de 1868 se concedió una patente a Christopher Sholes, Carlos Glidden, y Samuel W. Soule para una "máquina de escribir" qué fue luego derivó en la máquina de escribir Sholes & Glidden, el primer dispositivo que permitía escribir sustancialmente más rápido que a mano. La patente (EE. UU. 79,265) fue vendida en $12,000 a Densmore y Yost, quien hizo un acuerdo con E. Remington and Sons (entonces famosos como fabricante de máquinas de coser) para comercializar la máquina. Remington empezó la producción de su primera máquina de escribir el 1 de marzo de 1873 en Ilion, Nueva York.
La máquina de escribir introdujo el teclado QWERTY, diseñado por Sholes, y el éxito de la Remington N° 2 de 1878 – la primera máquina de escribir que incluía mayúsculas y minúsculas a través de una tecla - motivó la popularidad de este diseño.

## Compañías sucesoras

### Remington Arms

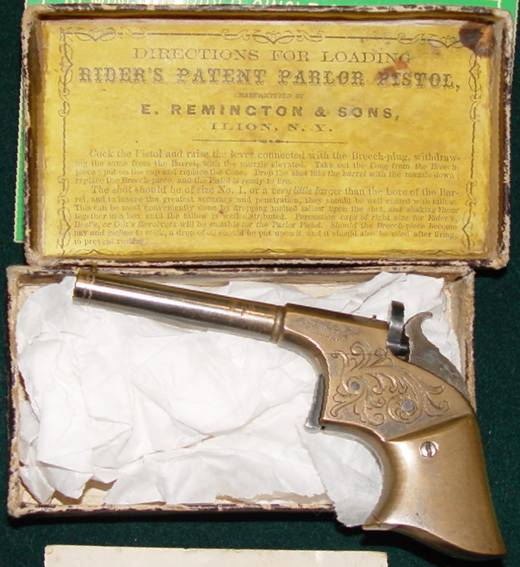
Remington-Rider

E. Remington & Sons suministró una gran proporción de las armas pequeñas utilizadas por el gobierno de Estados Unidos en la Guerra Civil (1861 a 1865). El 7 de marzo de 1888, la propiedad de E. Remington & Sons dejó de estar en posesión de la familia Remington y se vendió a nuevos dueños: Hartley y Graham de Nueva York, y el Winchester Repeating Arms Company de New Haven, Connecticut. En ese tiempo el nombre fue cambiado formalmente a Remington Arms Company.
Remington además era uno de los más exitosos fabricantes de pistolas en el comercio de armas mundial entre 1867 y 1900, específicamente a través de la exportación de la Remington Rolling Block . Este rifle de un disparo y gran calibre fue exportado en millones a todo el mundo, incluyendo Francia, Egipto, Dinamarca, Noruega, Suecia, Bélgica, Argentina, México y el Estados Pontificios. Fue un proveedor importante del gobierno de Estados Unidos en la Primera y la Segunda Guerra Mundial.

### Remington Typewriter Company

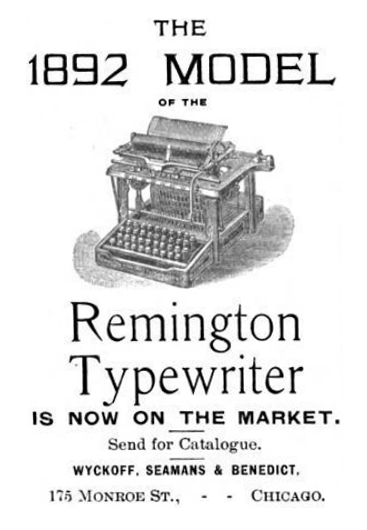
Remington Modelo 1892

En 1886, E. Remington & Sons vendió su máquina de escribir a la Standard Typewriter Manufacturing Company incluyendo los derechos de utilizar el nombre Remington. Los compradores fueron William O. Wyckoff, Harry H. Benedict Y Clarence Seamans, quienes habían trabajado para Remington.
Standard Typewriter cambió su nombre en 1902 a Remington Typewriter Company.
La marca Remington fue presentada a la Oficina de Patentes de El Salvador en el 29 de enero de 1914 por el doctor don Salvador Gallegos, abogado de San Salvador.
Esta compañía se fusionó en 1927 con Rand Kardex Bureau para formar Remington Rand, quien continuó fabricando equipamiento de oficina y luego se convertiría en una importante compañía de computadores así como de navajas eléctricas.